# Uzungöl
Uzungöl (significa es, lago largo), es un lago ubicado en el distrito de Çaykara de la provincia de Trabzon, Turquía. Uzungöl es también el nombre del pueblo en la costa del lago. El lago está a 99 km del centro de la ciudad de Trabzon y a 19 km del distrito de Çaykara. Fue formado por un deslizamiento de tierra, que transformó el lecho del arroyo en una represa natural. El lago está ubicado en un valle entre montañas altas. Por último, se han abierto varios hoteles, restaurantes y tiendas de souvenirs en el pueblo. También se ha mejorado la infraestructura de transporte. En 2008, el gobierno construyó una barrera de hormigón a lo largo de la orilla del lago para evitar que las olas salpicaran las carreteras costeras circundantes.